# Milán Matos
Milán Matos León (ur. 12 listopada 1949 w Guantánamo, zm. 16 marca 2018 w Hawanie) – kubański lekkoatleta, skoczek w dal, dwukrotny olimpijczyk, później trener lekkoatletyczny.
Odpadł w kwalifikacjach skoku w dal na igrzyskach olimpijskich w 1972 w Monachium. Zwyciężył w tej konkurencji na mistrzostwach Ameryki Środkowej i Karaibów w Lekkoatletyce w 1973 w Maracaibo. Zdobył srebrny medal na igrzyskach Ameryki Środkowej i Karaibów w 1974 w Santo Domingo. Zajął 4. miejsce na igrzyskach panamerykańskich w 1975 w Meksyku.
Odpadł w kwalifikacjach na igrzyskach olimpijskich w 1976 w Montrealu. Ponownie zdobył srebrny medal na igrzyskach Ameryki Środkowej i Karaibów w 1978 w Medellín.
Dwukrotnie poprawiał rekord Kuby w skoku w dal doprowadzając go do wyniku 7,96 m, uzyskanego 6 września 1975 w Hawanie.
Później był cenionym trenerem skoku w dal i trójskoku. Trenował takich zawodników, jak Iván Pedroso, Yargelis Savigne i Mabel Gay.